# 赵新民
赵新民（1956年2月13日—2002年2月1日），男，山西文水人，中国警察，原乌鲁木齐市公安局西门派出所教导员，在2002年2月1日的乌鲁木齐爆炸案中因掩护他人而丧生，被评为中央电视台2002年第一届感动中国十大人物。

## 生平

### 早年
赵新民1956年2月13日出生。1974年3月参加工作。1976年11月进入公安系统工作。1990年12月加入中国共产党。2001年前曾获三等功一次。

### 2002年乌鲁木齐爆炸案
2002年2月1日上午11时左右，有一位三十多岁的汉族男子在乌鲁木齐自治区中山路东端住宅区附近，其夹克衫里捆绑着炸弹，声称自己有艾滋病，想轻生，并以此威胁敲诈路人。在接到报警电话后，赵新民赶往了现场。
警方封锁了现场后，赵新民便与该男子沟通。在听到该男子要钱时，警方在在场的警员里凑了3200元给了他。这时，该男子突然想要进入乌鲁木齐天山百货大楼，而赵新民和多位民警上前制止，在多民警员将该男子包围时，赵新民挡在了该男子和其他警员之间，就在此时该男子引爆了炸弹。赵新民身受重伤，最终抢救无效身亡。

## 身后
2002年3月21日，公安部部长贾春旺签署命令，授予赵新民全国公安系统“一级英模”称号；3月25日，中共乌鲁木齐市委追授赵新民“优秀共产党员”称号；4月22日，乌鲁木齐市委市政府授予赵新民“边城卫士”称号；5月20日，新疆维吾尔自治区人民政府授予赵新民“革命烈士”称号。赵新民也因为2002年乌鲁木齐爆炸案中的举动获得2002年感动中国年度人物奖。
|                                | 他出于人民警察的天职，无畏地走向危险。这一刻他无需选择，因为走向危险已经是他的职业习惯，因为在选择做警察的时候，他已经准备好了这一刻。在爆炸带走一个朝气蓬勃的生命的同时，人们的心灵也被强烈地震撼。 |
| ——感动中国年度人物赵新民颁奖辞 | |